# Santa María (Honduras)
Santa María es un municipio del departamento de La Paz en la República de Honduras.

## Toponimia
Su nombre es en honor a María (madre de Jesús), santa de la iglesia católica.

## Límites
| Orientación | Límite                                    |
| ----------- | ----------------------------------------- |
| Norte       | Municipio de Santiago de Puringla, La Paz |
| Sur         | Municipio de San José, La Paz             |
| Este        | Municipio de San Pedro de Tutule, La Paz  |
| Oeste       | Municipio de Masaguara, Intibucá          |

Está situado cerca del Río Saragua y su cabe, del Cerro del Temblor.

## Historia
Anteriormente se llamaba Yucazapa.
En 1870, fundado.
En 1887, en el censo de población de 1887, aparece como uno de los municipios que formaba el Círculo de Marcala.

## División Política
Aldeas: 9 (2013)
Caseríos: 46 (2013)
| Código | Aldea                       |
| ------ | --------------------------- |
| 121701 | Santa María                 |
| 121702 | El Naranjo                  |
| 121703 | El Ocotal                   |
| 121704 | Las Crucitas o Barrio Nuevo |
| 121705 | Las Pavas                   |
| 121706 | Linderos                    |
| 121707 | Los Planes                  |
| 121708 | Miratoro                    |
| 121709 | San Francisco               |